# Ptisana attenuata
Ptisana attenuata là một loài dương xỉ trong họ Marattiaceae. Loài này được Labill. Murdock mô tả khoa học đầu tiên năm 2008.